# Тит Пулон
Тит Пулон (на латински: Titus Pullo) е един от двамата римски центуриона от XI легион споменати по име в личните записки на Юлий Цезар. Другият центурион е Луций Ворен.
Тит Пулон заедно с Луций Ворен са споменати в „Записките за Галската война“ книга 5 глава 44. Там се описва как двамата центуриони имат лично съперничество, кой от тях е по-подходящ за издигане в ранг – центурион първи клас. Двамата изпъкват през 54 пр.н.е., когато нервиите атакуват легиона под командването на Квинт Тулий Цицерон, в зимната кампания на римляните в Галия. В усилията си да се докаже като по-подходящ за издигане, Пулон напуска римските укрепления и атакува врага, но скоро след това е ранен и обкръжен от бойци на племето. Луций Ворен, който също е напуснал укрепленията и следва Пулон, се притичва на помощ на колегата си, като убива един от нападателите и отблъсква останалите. След това Ворен губи равновесие на неравния терен и на свой ред е спасен от Пулон. Двамата центуриони заедно убиват множество нервии и успяват да се върнат при укрепленията под одобрителните викове и бурни аплодисменти на останалата част от римския легион.

## В модерното изкуство
- Тит Пулон е основен персонаж и главен герой в сериала на HBO/BBC/RAI – „Рим“, ролята му се изпълнява от ирландския актьор Рей Стивънсън. Името на героя е взето от „Записките за Галската война“ на Юлий Цезар, но е описан като обикновен легионер от XIII Близначен легион.
- Тит Пулон и Луций Ворен са второстепенни герои в новелата „Цезар“ написана от Колийн Маккълоу. Те са описани като центуриони служещи при Квинт Тулий Цицерон, който е командир на IX Испански легион.
- Тит Пулон се споменава и в тетралогията „Legion“ от серията „Videssos“ на Хари Търтълдоув. Романите разказват за приключенията на няколко манипули от легионите на Цезар в Галия, които са прехвърлени чрез друидска магия в свят подобен на Византийската империя.